# Demetrios Palaiologos
Demetrios II. Palaiologos (1407–1470) byl guvernér ostrova Lémnos (1422–1440), Mesembrie (1440–1451) a Selymbrie (1448–1451) a despota Morejský (1449–1460), od roku 1453 titulární byzantský císař.

## Životopis
Narodil se jako devátý z deseti dětí Manuela II. a jeho manželky Heleny Dragaš. Byl údajně nepokojné povahy, ctižádostivý a bez skrupulí. Považoval se za bojovníka za řeckou víru proti latinizujícím tendencím svého bratra Jana, kterého doprovázel na koncil ve Florencii.
Za svého života se dostával často do sporu se svou rodinou. V mládí požadoval Morejský despotát, avšak jeho otec Manuel ho roku 1422 jmenoval guvernérem na ostrově Lémnos. Ambiciozní Demetrios se s tím však nespokojil a utekl roku 1423 na dvůr uherského krále Zikmunda Lucemburského. Zde pobýval až do roku 1425, kdy se po smrti otce Manuela vrátil na své panství na Lémnu. V roce 1437 se spolu s bratrem Janem účastnil jednání koncilu ve Florencii. Zpět do Byzance se vrátil roku 1439, avšak bez souhlasu Jana, který ho roku 1440 po návratu domů zbavil Lémnu. Místo Lémnu ho Jan jmenoval guvernérem Mesembrie.
Uražený Demetrios se roku 1442 pokusil s pomocí Osmanských Turků dobýt Konstantinopol. To se mu nepodařilo díky včasnému příchodu Konstantina XI., který s posilami pomohl svému bratru Janovi Demetria porazit. Po smrti bratra Jana pospíchal Demetrios ze svého panství v Selymbrii ohlásit své nároky na trůn. Jeho snahy však překazila císařovna Helena, která se zasadila o to, že na trůn musí nastoupit její nejstarší žijící syn Konstantin.

## Despota Morejský
Aby Konstantin odklidil Demetria z okolí hlavního města, rozdělil Morejský despotát na dvě poloviny, mezi Demetria a jeho bratra Tomáše. Aby nemohl roku 1453 spolu s Tomášem připochodovat na pomoc obležené Konstantinopoli, usadil sultán Mehmed II. na Korintskou šíji vojsko, které drželo despoty na Peloponésu. Po pádu Konstantinopole 29. května 1453 vyslali oba morejští despotové k sultánovi posly a zavázali se k vazalství a placení tributu. Oba bratři však mezi sebou často měli spory a při nich zapomněli sultánovi tribut zaplatit. Rozzuřený sultán vtrhl roku 1458 na Peleponésos, dobyl Korint a poté vyplenil celý poloostrov. Despotové byli potrestáni ztrátou poloviny panství, čímž byl ztracen Korint, Patras, Argolida i Karytena. Sotva však sultán odešel, despotové soupeřili znovu. Zatímco Demetrios viděl poslední naději v podrobení se Turkům, Tomáš se spoléhal na pomoc papeže, který mu poslal tři sta žoldnéřů. Oba despotové znovu opomněli zaplatit tribut a Mehmed se rozhodl despotát zničit. Začátkem května 1460 se objevil u Korintu v čele obrovské armády. Demetrios se po krátkém váhání vzdal. Jeho bratr Tomáš byl po pádu Moreje (1460) uznáván západními autoritami za byzantského císaře.

## Zbytek života
Demetrios zpočátku našel u sultána vcelku přívětivé přijetí. Dostal apanáž ze zemí, které dříve ovládal Niccolò Gattilusio, z města Enu a z ostrovů Lémnu a Imbru. Vynášelo mu to ročně šest set tisíc stříbrných mincí a k tomu dostával sto tisíc od sultána. Po sedm let žil v poklidu ve městě Enu se svou ženou Zoe a jejím bratrem Matyášem Asenem. Trávil své dny v radovánkách, na honech a při stolování a mnoho ze svého obrovského bohatství daroval církvi. Roku 1467 mu byla apanáž náhle odňata. Demetrios přišel o své příjmy a byl poslán do Adrianopole, kde žil v chudobě. Jednoho dne tudy prý projížděl sultán a ze soucitu mu pak přidělil roční důchod ve výši pěti tisíc stříbrných mincí, které měly být vypláceny ze sultánova obilného monopolu. Brzy však Demetrios s manželkou složili řeholní sliby a Demetrios zemřel roku 1470 v Adrianopoli. Jeho jediná dcera Helena skončila již za života rodičů v sultánově harému.